# Фонуалеи
Фонуалеи (англ. Fonualei) — вулканический остров в архипелаге Тонга (Королевство Тонга). Расположен в 50 км к северу от островов Вавау.

## География
Остров очень мал по площади (4,3 км²), его ширина составляет не более 2 км. В центре расположен одноименный действующий стратовулкан. Его кратер находится на высоте около 200 метров. Сильнейшее извержение вулкана было зарегистрировано в 1846 году. Последние извержения произошли в 1956 и 1957 годах.

## История
Остров был открыт 26 февраля 1781 года Доном Франциско Антонио Маурелье (исп. Don Francisco Antonio Maurelle), который назвал его островом Горечи (англ. Amargura), так как на нём были видны следы извержения, отсутствовала растительность.